# Великовисківська сільська рада
| Великовисківська сільська рада — колишній орган місцевого самоврядування у Маловисківському районі Кіровоградської області з адміністративним центром у с. Велика Виска. Сільській раді були підпорядковані населені пункти: - с. Велика Виска |

## Склад ради
Рада складалася з 16 депутатів та голови.

### Керівний склад ради
| ПІБ                         | Основні відомості                                                             | Дата обрання | Дата звільнення |
| --------------------------- | ----------------------------------------------------------------------------- | ------------ | --------------- |
| Кудря Володимир Миколайович | Сільський голова, 1965 року народження, освіта, безпартійний                  | 26.03.2006   | 31.10.2010      |
| Кудря Володимир Миколайович | Сільський голова, 1965 року народження, освіта середня загальна, безпартійний | 31.10.2010   |                 |

Примітка: таблиця складена за даними джерела

## Населення
Згідно з переписом УРСР 1989 року чисельність наявного населення сільської ради становила 2725 осіб, з яких 1219 чоловіків та 1506 жінок.
За переписом населення України 2001 року в сільській раді мешкала 2491 особа.

### Мова
Розподіл населення за рідною мовою за даними перепису 2001 року:
| Мова       | Відсоток |
| ---------- | -------- |
| українська | 96,46 %  |
| російська  | 2,45 %   |
| молдовська | 0,48 %   |
| білоруська | 0,40 %   |
| вірменська | 0,04 %   |
| грецька    | 0,04 %   |